# 버트 앤 버티
버트 앤 버티(Bert and Bertie)는 영국의 영화 감독, 텔레비전 감독 듀오이다. 버트의 본명은 엠버 템플모어핀레이슨(Amber Templemore-Finlayson), 버티의 본명은 케이티 엘우드(Katie Ellwood)이다.

## 작품 목록

### 영화
- Phobias (2006, 단편)
- The Taxidermist (2009, 단편)
- Worm (2012, 단편)
- 댄스 캠프 (2016)
- 트룹 제로 (2019)

### 텔레비전
- 더 그레이트 에피소트 "And You Sir, Are No Peter the Great", "Moscow Mule" (2020)
- 호크아이 에피소드 "Echoes", "Partners, Am I Right?", "Ronin" (2021)